# 欧金尼奥·梅雷洛
欧金尼奥·梅雷洛（義大利語：Eugenio Merello，1940年3月12日—），意大利男子水球运动员。他曾代表意大利参加1964年和1968年夏季奥林匹克运动会水球比赛，均获得第四名。